# Paraoa
Paraoa, Tohora, o Hariri es un atolón de las Tuamotu, en la Polinesia Francesa, incluido en la comuna de Hao. Está situado a 930 km al sureste de Tahití.
Tiene una superficie total de 4 km² y está deshabitado, sin infraestructura alguna. Fue descubierto en 1767 por el inglés Samuel Wallis que lo llamó Gloucester.